# Laskavec ocasatý

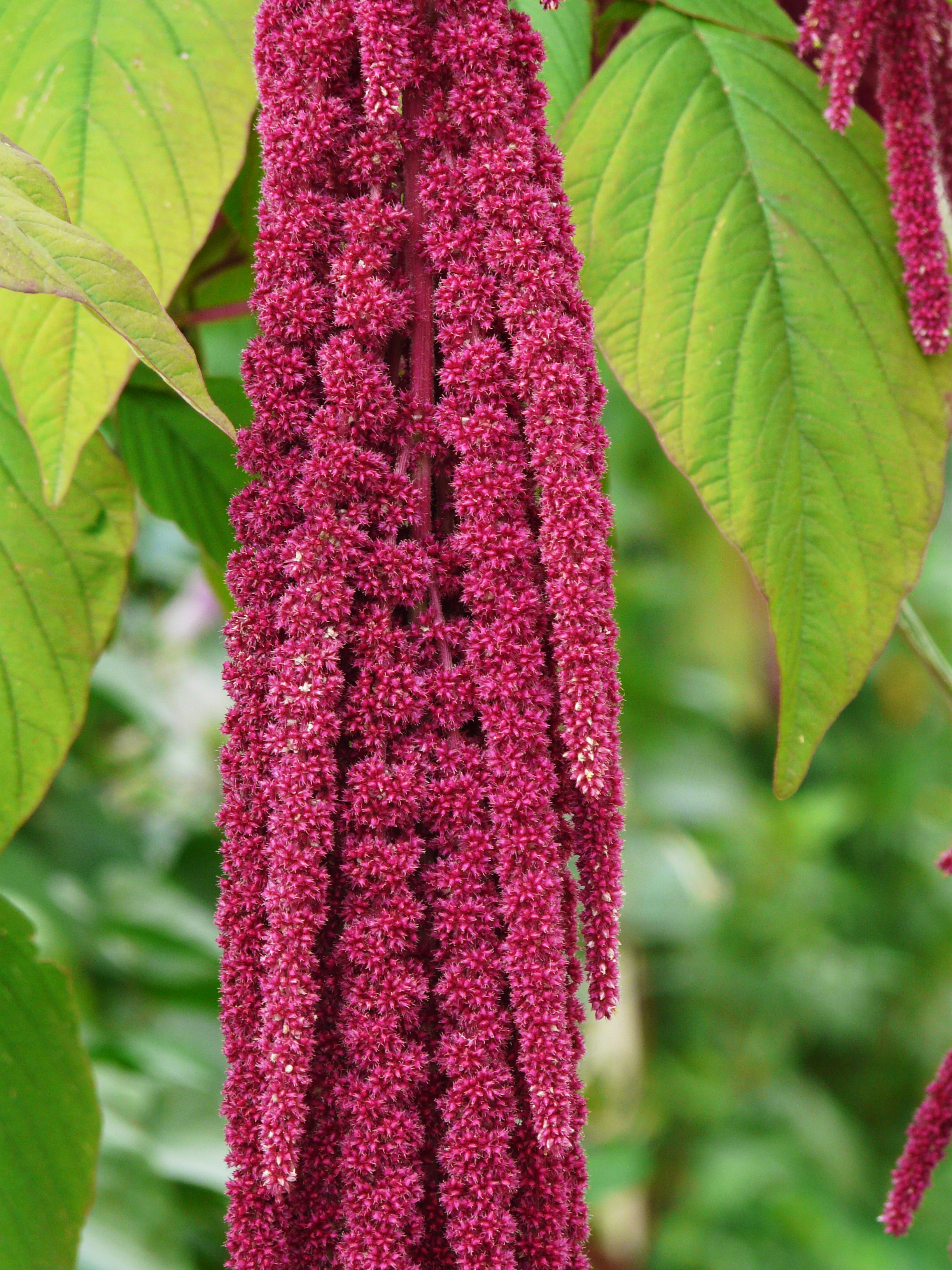
Květenství

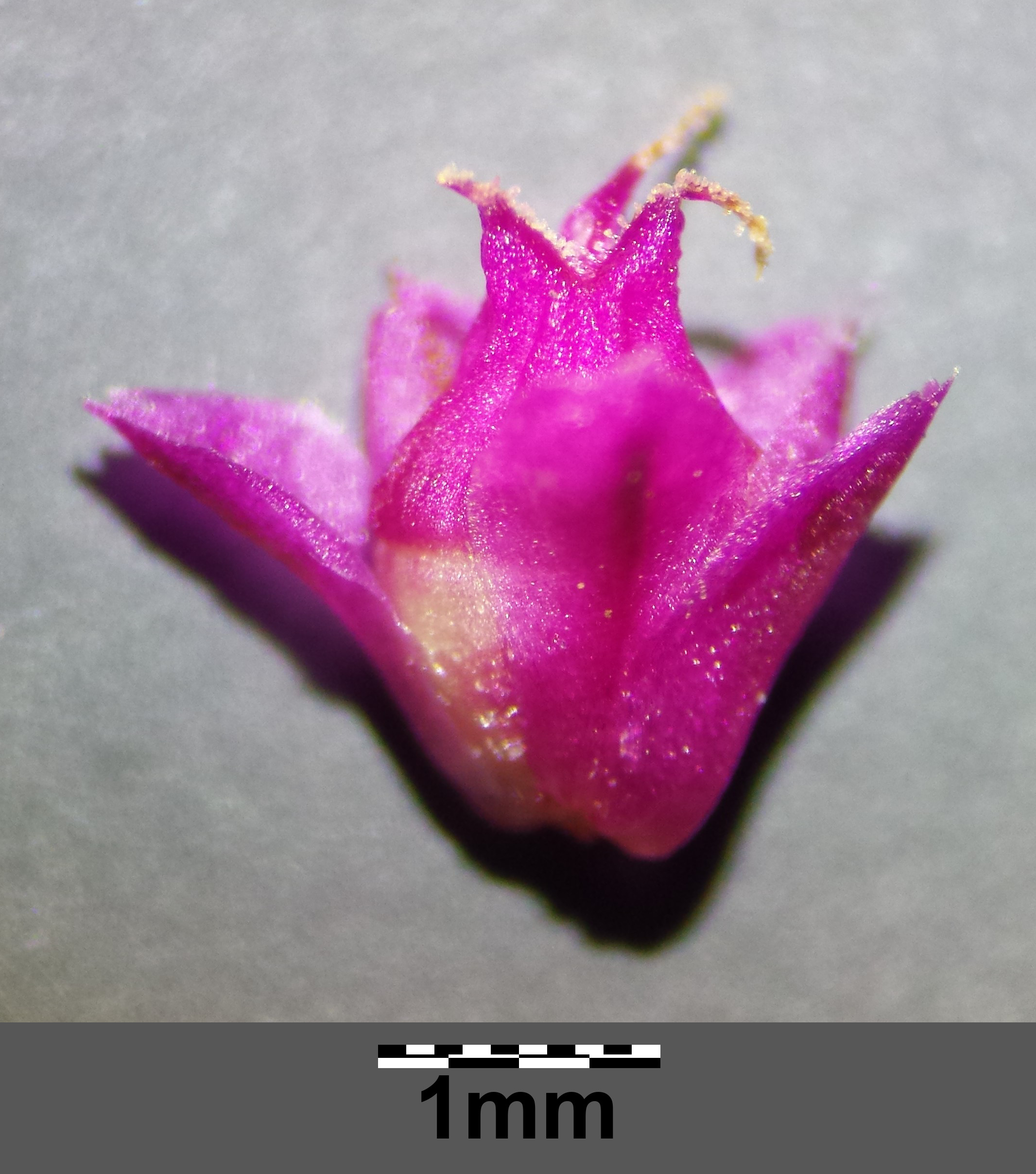
Květ

Laskavec ocasatý (Amaranthus caudatus) je jednoletá, stará, kulturní rostlina původem z Jižní Ameriky. Byl pěstován pro výživná semena tvořící součást tamní stravy a je proto nazýván pšenicí Inků, v 16. století s příchodem Španělů však jeho význam upadl. Nyní se s ním setkáváme nejspíše jako s okrasnou rostlinou, nápadnou v letních měsících svými ozdobnými, převislými, nejčastěji purpurovými květenstvími. V přírodě České republiky je nepůvodní druh, který občas zplaňuje a dostává se do volné přírody, kde byl poprvé zjištěn již v roce 1838.

## Rozšíření
Ze svého původního andského areálu ve státech Peru, Bolívie a Ekvádor se laskavec ocasatý dostal ještě v předkolumbovských dobách do dalších zemí Ameriky. Později byl úmyslně rozšířen do mnoha oblastí po všech obývaných světadílech, kde je využíván jako nenáročná rostlina pro okrasu, pěstován pro plody či slouží jako krmivo pro zvířata. Ve své domovině roste od úrovně mořské hladiny až do nadmořské výšky 3000 m n. m.
V Praze byl jako rarita pěstován již roku 1824 a nyní bývá v České republice vyséván hlavně v okrasných zahradách, odkud někdy zplaňuje do volné přírody, jeho invazní potenciál je však malý.

## Ekologie
V Česku samovolně vyrůstá na teplejších místech v blízkosti kultur ze kterých pochází, objevuje se od nížin přes pahorkatiny až do podhůří. Obvykle se přechodně objevuje na rumištích, skládkách odpadu a dalších ruderálních stanovištích, někdy i na obdělávaných plochách v zahradách i na polích, odolává i mírnému zasolení půdy a občas roste na náspech silnic. Kvete od července do září a bývá opylován větrem nebo drobným hmyzem.
Je schopen růst v prostředí poměrně chudém na dešťové srážky, požaduje však vláhu pro vyklíčení semen a při násadě květů. Snáší dlouhodobé přísušky, které v době zrání semen dokonce prospívají. K celkovému množství vody je tolerantní, poroste na místech s 250 i 1000 mm srážek za rok, ideál je mezi 400 a 800 mm. Je citlivý na chlad, při poklesu teploty pod 0 °C hyne a při +15 °C zastavuje růst, optimum je 21 až 28 °C. Potřebuje osluněné stanoviště s půdou písčitou a odvodněnou, pro tvorbu mnoha květů dostatečně zásobenou živinami a s pH mezi 6 až 7.

## Popis
Jednoletá, jednodomá bylina s přímou, obvykle nevětvenou a většinou červenou lodyhou vysokou 30 až 100 cm, vyrůstající z kůlovitého kořene s mnoha do stran rostoucími kořínky. Lodyha bývá jen v horní části jemně chlupatá a je porostlá jednoduchými, střídavými nebo vstřícnými listy s dlouhými řapíky. Čepele až 15 cm dlouhé a 10 cm široké jsou kosníkovitě vejčité, na bázi klínovité, po obvodě celistvé, na vrcholu tupé nebo zašpičatělé s hrotem, na rubové vyniklé žilnatině jsou řídce chlupaté a bývají zelené nebo červenavě fialové.
Jednopohlavné, pětičetné, pravidelné květy jsou seskupeny do prodlouženého květenství složeného z nicích úžlabních lichoklasů, které v dolní části bývají přetrhované. Nejčastěji jsou zbarvené purpurově, méně často červeně, vzácně žlutě, bíle nebo zeleně. Květy na kratičkých stopkách mají vejčité listence asi 3 mm dlouhé a pět o málo kratších, volných, nerozlišených okvětních lístků. Samčí květy vyrůstají obvykle ve vrcholech květenství a mají lístky široce podlouhlé, 2,5 mm dlouhé, zašpičatělé, dovnitř skloněné a pět tyčinek s prašníky. Samičí květy mají okvětní lístky blanité, obvejčité až kopisťovité, 2 mm dlouhé, střechovitě se překrývající a jednodílný, horní semeník a tři čnělky s bliznami.
Plod je široce elipsoidní tobolka asi 2 mm velká a otevírající se víčkem. Obsahuje čočkovitá, asi 1 mm velká, lesklá semena, jež jsou zbarvená černě, tmavě hnědě, narůžověle i bíle; hmotnost tisíce semen je 0,6 až 1 gram. Semena nemají dormanci a v případě vlhkého počasí mohou klíčit již na rostlině. Jedna rostlina vyprodukuje až 500 000 semen, která jsou lehká a snadno rozfoukávána větrem na velké vzdálenosti.

## Pěstování
Vhodnou předplodinou je řepka, luskoviny nebo pšenice. Důležitá je jarní příprava půdy, neboť semena jsou velmi drobná, počáteční růst mladých rostlin je pomalý a velkou roli hraje zaplevelení pozemku. Mezi nepříznivé podmínky pro vyklíčení je považováno chladno a sucho. Později je rostlina schopná mohutným kořenovým systémem dobře využít zásobu vody i živin v půdě.
Semena dozrávají nerovnoměrně a v plné zralosti mají tendenci vypadávat, pro dosažení co nejmenší ztráty začíná sklizeň před jejich uzráním. V té době bývají rostliny ještě zelené a obsahují asi 70 % vlhkosti, semena se po sklizni dosoušejí na 12 %. V evropských podmínkách je vegetační doba asi 150 dnů a obvyklý výnos bývá 2,5 tuny z hektaru.

## Význam
Laskavec ocasatý, řazený k nepravým obilovinám, se v některých jihoamerických oblastech stále pěstuje jako plodina andských zemědělců. Spotřebuje méně vody k vytvoření stejného množství biomasy než obilniny, neobsahuje saponiny ani alkaloidy a jeho listy jsou jedlé. Nutriční hodnota semen je vysoká, obsahují více než 18 % vysoce kvalitních bílkovin při vysokém podílu esenciální aminokyseliny lysinu. Semena obsahují asi 60 % sacharidů a mají vysoký obsah tuku, okolo 7 %, s příznivým složením mastných kyselin a oproti obilovinám někdy až trojnásobný obsah minerálních látek, zvláště fosforu, vápníku, draslíku, hořčíku a dále flavonoid rutin, který zvyšuje odolnost stěn kapilár a zlepšuje absorpci vitamínu C. Semena neobsahují lepek a jsou vhodná pro stravu celiaků.
Celá semena se rozvařují v polévkách či omáčkách a používají se na kvašené nápoje. Rozemletá se mísí s pšeničnou moukou a peče se z nich chléb a různé sušenky. Listy se využívají do salátů a slouží k výrobě ve vodě rozpustných barviv. Ze semen se lisuje amarantový olej bohatý na skvalen a je používán v kosmetice. Dobře stravitelné posklizňové zbytky obsahují hodně bílkovin a používají se ke krmení dobytka.
Mimo obvyklého pěstování v zahradách bývá tato dlouze kvetoucí letnička využívána i k řezu, její květenství sloužívají jako součást krátkodobé suché vazby.

## Taxonomie
V České přírodě se vyskytují ne stejně často tyto dva poddruhy laskavce ocasatého:
- laskavec ocasatý pravý (Amaranthus caudatus L. subsp. caudatus)
- laskavec ocasatý Sauerův (Amaranthus caudatus L. subsp. saueri V. Jehlík)

Nominátní poddruh "laskavec ocasatý pravý" byl minulosti pěstován pouze v botanické zahradě v Praze a později se ve volné přírodě objevoval jen ojediněle, pravděpodobně se zde dostával ze Slovenska. V současnosti není jeho výskyt v Česku doložen. Jeho semena jsou černě zbarvená a mívají ostrý kýl.
Poddruh "laskavec ocasatý Sauerův" se v české přírodě vyskytuje převážně a je považován za příležitostný neofyt. Jeho semena jsou bílá nebo narůžovělá a mívají tupý kýl.